# 干宝
干 宝（干寶、かん ぽう、? - 336年）は、東晋の政治家・文人。字は令升。呉郡海塩県の出身。本貫は汝南郡新蔡県。『晋書』に伝がある。幼少から学問を好み、のち王導の上疏によって史官の必要が認められると、推薦されて国史の編纂にし、その才能を認められ著作郎となった。その後、散騎常侍にまでなった。陰陽術数を好み『易』に興味をもち、『周易注』『春秋左氏函伝義』『周官礼注』などの著作があるほか、神仙・占卜・妖怪などについての説話・伝説を集めた小説集『捜神記』を残している。

## 生涯
祖父の干統は呉の奮武将軍・都亭侯。父の干瑩は丹陽県丞を務めていた。
幼いときより読書を好んだという。その才能により召されて佐著作郎として朝廷に仕えた。杜弢の反乱平定に功があり、関内侯になった。
当時、江南亡命政権だった東晋は中興が始まったばかりであったため、史官が設置されていなかった。中書監の王導は元帝に対して史官の設置を提言し、その人材として干宝を推薦した。干宝は元帝から認められて国史編纂の任務を兼任するようになった。そして宣帝から愍帝までの西晋の53年の事績を20巻にまとめて著し、『晋紀』と題して上奏した。内容が簡明で正すべきところは正し、婉曲にすべきところは婉曲であったため、干宝は良吏と評価されたという。
家が貧しかったため、自らすすんで山陰県令となり、さらに始安郡太守を務めた。王導の招きを受けて司徒右長史となり、散騎常侍に至った。
咸康2年（336年）に亡くなったという。

## 著作活動
干宝は陰陽術に関心があり、京房や夏侯勝らの著作を調べたりした。
干宝の父が生前に寵愛した侍女がいたが、父の死後、母が嫉妬してその侍女を生きたまま父の墓に閉じ込めてしまったことがあったという。10年ほど後に母が死去すると、干宝が父の墓を開いてみたところ、その侍女はまるで生きているかのような姿で棺に身を横たえており、数日後には息を吹き返した。話を聞くと、死んでいる父が侍女のために食料を持ってきて、生前のときのように寵愛してくれたという。それからというもの、その侍女は吉凶を言い当てる能力を備え、やがて嫁いで子を生した。
また、干宝の兄が病気になってそのまま絶命したが、いつまでたっても体が冷たくならず、後に目覚めて、天地の間の鬼の様子を覗いており、自分が死んでいるという自覚はなかったと語った。
こうした身内が体験した奇怪な出来事をきっかけに、世間に伝わる不思議な人物や事件の記録を集めて志怪小説集『捜神記』（全30巻）を撰した。劉惔に見せたところ、干宝のことを「鬼の世界の董狐」と評し、広く事実を集めてあるが、虚実が混ざってしまっていると意見した。そのため、干宝は序を作ってその志を述べた。
他の著作に『春秋左氏義外伝』があり、また『周易』や『周官』の注も著し、当時はよく読まれたという。『晋紀』も含めて現在ほとんど伝わっていない。

## 晋紀
干宝の『晋紀』にいう。魏の文帝曹丕が広陵に姿をあらわすと、呉の人々は大いに驚き恐れて、長江に沿って偽の城壁を作った。それは石頭から江乗にまで及ぶもので、木材で骨組みを作り、それに葦のむしろを被せ、采飾（かざり）を加えて、一晩のうちに出来上がった。魏の者たちは長江の西岸からこれを望めてひどく不安にかられ、そのまま軍を引き上げた。
孫権は、趙達に事のなりゆきを算木で占わせた。趙達が言った、「曹丕は逃げました。しかしながら、呉は庚子の歳に衰亡いたします」。孫権が言った、「何年あとの庚子だ」。趙達は指を折って数えて言った、「五十八年でございます」。孫権が言った、「現在のことを心配するのでいっぱいで、遠い先のことなど考えておられぬ。そんなことは子孫たちのことだ」。